# Championnat du monde de motocross 2001
Navigation
Édition précédente Édition suivante
Le championnat du monde de motocross 2001 compte 14 Grand Prix. Les 3 catégories sont regroupées pour la première fois sur la même date avec une manche unique contre les deux manches habituelles en motocross.

## Grands Prix de la saison 2001
| Course n° | Date              | Grand Prix              | Lieu                       | 125 cm3           | 250 cm3          | 500 cm3          |
| 1         | 18 mars 2001      | Grand Prix d'Espagne    | Bellpuig                   | James Dobb        | Mickaël Pichon   | Stefan Everts    |
| 2         | 1er avril 2001    | Grand Prix des Pays-Bas | Valkenswaard               | Erik Eggens       | Mickaël Pichon   | Joël Smets       |
| 3         | 15 avril 2001     | Grand Prix d'Australie  | Broadford                  | James Dobb        | Mickaël Pichon   | Stefan Everts    |
| 4         | 29 avril 2001     | Grand Prix de Belgique  | Genk                       | James Dobb        | Gordon Crockard  | Stefan Everts    |
| 5         | 13 mai 2001       | Grand Prix d'Allemagne  | Teutschenthal              | James Dobb        | Mickaël Pichon   | Joël Smets       |
| 6         | 27 mai 2001       | Grand Prix d'Europe     | Spa-Francorchamps          | James Dobb        | Mickaël Pichon   | Stefan Everts    |
| 7         | 1er juillet 2001  | Grand Prix de Suède     | Uddevalla                  | Kenneth Gundersen | Gordon Crockard  | Stefan Everts    |
| 8         | 15 juillet 2001   | Grand Prix de France    | Circuit Raymond Demy Ernée | Kenneth Gundersen | Mickaël Pichon   | Stefan Everts    |
| 9         | 5 août 2001       | Grand Prix de Belgique  | Namur                      | James Dobb        | Mickaël Pichon   | Stefan Everts    |
| 10        | 12 août 2001      | Grand Prix de Suisse    | Roggenburg                 | James Dobb        | Claudio Federici | Marnicq Bervoets |
| 11        | 19 août 2001      | Grand Prix d'Allemagne  | Gaildorf                   | Luigi Seguy       | Mickaël Pichon   | Joël Smets       |
| 12        | 2 septembre 2001  | Grand Prix des Pays-Bas | Lierop                     | Erik Eggens       | Chad Reed        | Joël Smets       |
| 13        | 16 septembre 2001 | Grand Prix d'Italie     | Castiglione Del Lago       | Kenneth Gundersen | Mickaël Pichon   | Joël Smets       |
| 14        | 23 septembre 2001 | Grand Prix d'Autriche   | Karntering                 | Erik Eggens       | Mickaël Pichon   | Joël Smets       |

## Classement du Championnat du Monde 125 cm3
| Clas. | Pilote               | Pays               | Constructeur | Nombre de points | Nombre de victoires de GP | Nombre de podiums de GP |
| ----- | -------------------- | ------------------ | ------------ | ---------------- | ------------------------- | ----------------------- |
| 1     | James Dobb           | Grande-Bretagne    | KTM          | 228              | 7                         | 9                       |
| 2     | Steve Ramon          | Belgique           | Kawasaki     | 182              |                           | 7                       |
| 3     | Erik Eggens          | Pays-Bas           | KTM          | 171              | 3                         | 7                       |
| 4     | Kenneth Gundersen    | Norvège            | KTM          | 162              | 3                         | 4                       |
| 5     | Luigi Seguy          | France             | Yamaha       | 161              | 1                         | 4                       |
| 6     | Alessio Chiodi       | Italie             | Yamaha       | 113              |                           | 3                       |
| 7     | Patrick Caps         | Belgique           | Yamaha       | 97               |                           |                         |
| 8     | Marc De Reuver       | Pays-Bas           | Yamaha       | 91               |                           | 3                       |
| 9     | Alessandro Puzar     | Italie             | Husqvarna    | 77               |                           | 1                       |
| 10    | Thomas Traversini    | Italie             | KTM          | 77               |                           | 2                       |
| 11    | Alessandro Belometti | Italie             | Yamaha       | 74               |                           | 1                       |
| 12    | Sven Breugelmans     | Belgique           | Yamaha       | 70               |                           | 1                       |
| 13    | Stephen Sword        | Grande-Bretagne    | Husqvarna    | 60               |                           |                         |
| 14    | Brian Jorgensen      | Danemark           | Yamaha       | 54               |                           |                         |
| 15    | Christian Stevanini  | Italie             | Husqvarna    | 51               |                           |                         |
| 16    | Marco Dorsch         | Allemagne          | KTM          | 32               |                           |                         |
| 17    | Eric Sorby           | France             | Honda        | 28               |                           |                         |
| 18    | Serge Guidetty       | France             | Husqvarna    | 23               |                           |                         |
| 19    | Kevin Strijbos       | Belgique           | Yamaha       | 17               |                           |                         |
| 20    | Enrico Oddenino      | Italie             | KTM          | 17               |                           |                         |
| 21    | Billy McKenzie       | Grande-Bretagne    | Yamaha       | 16               |                           |                         |
| 22    | Erik Camerlengo      | Italie             | Yamaha       | 16               |                           |                         |
| 23    | Scott Sheak          | États-Unis         | Honda        | 15               |                           |                         |
| 24    | Antti Pyrhonen       | Finlande           | Honda        | 14               |                           |                         |
| 25    | Josef Dobes          | République tchèque | Yamaha       | 12               |                           |                         |
| 26    | Marco Animento       | Italie             | KTM          | 11               |                           |                         |
| 27    | Daniele Bricca       | Italie             | Husqvarna    | 11               |                           |                         |
| 28    | Julien Bill          | Suisse             | KTM          | 10               |                           |                         |
| 29    | Brett Metcalfe       | Australie          | KTM          | 9                |                           |                         |
| 30    | Marc Fraikin         | Belgique           | KTM          | 9                |                           |                         |

## Classement du Championnat du Monde 250 cm3
| Clas. | Pilote            | Pays               | Constructeur | Nombre de points | Nombre de victoires de GP | Nombre de podiums de GP |
| ----- | ----------------- | ------------------ | ------------ | ---------------- | ------------------------- | ----------------------- |
| 1     | Mickaël Pichon    | France             | Suzuki       | 318              | 10                        | 13                      |
| 2     | Chad Reed         | Australie          | Kawasaki     | 190              | 1                         | 8                       |
| 3     | Gordon Crockard   | Irlande            | Honda        | 188              | 2                         | 4                       |
| 4     | Claudio Federici  | Italie             | Yamaha       | 157              | 1                         | 3                       |
| 5     | Pit Beirer        | Allemagne          | Yamaha       | 140              |                           | 4                       |
| 6     | Joshua Coppins    | Nouvelle-Zélande   | Suzuki       | 136              |                           | 3                       |
| 7     | Frédéric Bolley   | France             | Honda        | 133              |                           | 3                       |
| 8     | Jussi Vehvilainen | Finlande           | Honda        | 93               |                           | 1                       |
| 9     | Yves Demaria      | France             | Yamaha       | 90               |                           | 3                       |
| 10    | Colin Dugmore     | Afrique du Sud     | KTM          | 72               |                           |                         |
| 11    | Johnny Aubert     | France             | Yamaha       | 69               |                           |                         |
| 12    | Danny Theybers    | Belgique           | KTM          | 64               |                           |                         |
| 13    | Carl Nunn         | Grande-Bretagne    | Husqvarna    | 48               |                           |                         |
| 14    | Marko Kovalainen  | Finlande           | Yamaha       | 47               |                           |                         |
| 15    | Mickaël Maschio   | France             | Kawasaki     | 46               |                           |                         |
| 16    | Paul Cooper       | Grande-Bretagne    | Yamaha       | 43               |                           |                         |
| 17    | Peter Iven        | Belgique           | Kawasaki     | 18               |                           |                         |
| 18    | Lauris Freibergs  | Lettonie           | Honda        | 17               |                           |                         |
| 19    | Justin Morris     | Grande-Bretagne    | Honda        | 17               |                           |                         |
| 20    | Joaquim Rodrigues | Portugal           | Honda        | 17               |                           |                         |
| 21    | Massimo Bartolini | Italie             | Kawasaki     | 12               |                           |                         |
| 22    | Pierrick Paget    | France             | Honda        | 9                |                           |                         |
| 23    | Mark Jones        | Grande-Bretagne    | Honda        | 9                |                           |                         |
| 24    | Darryl King       | Nouvelle-Zélande   | Yamaha       | 6                |                           |                         |
| 25    | Jiri Cepelak      | République tchèque | Yamaha       | 5                |                           |                         |
| 26    | Juha Salminen     | Finlande           | KTM          | 4                |                           |                         |
| 27    | Peter Nijs        | Belgique           | Honda        | 3                |                           |                         |
| 28    | Espen Blikstad    | Suède              | Suzuki       | 3                |                           |                         |
| 29    | Erwin Robbins     | Pays-Bas           | Yamaha       | 2                |                           |                         |
| 30    | Kornel Nemeth     | Hongrie            | KTM          | 2                |                           |                         |

## Classement du Championnat du Monde 500 cm3
| Clas. | Pilote                | Pays             | Constructeur | Nombre de points | Nombre de victoires de GP | Nombre de podiums de GP |
| ----- | --------------------- | ---------------- | ------------ | ---------------- | ------------------------- | ----------------------- |
| 1.    | Stefan Everts         | Belgique         | Yamaha       | 295              | 7                         | 13                      |
| 2.    | Joël Smets            | Belgique         | KTM          | 274              | 6                         | 12                      |
| 3.    | Marnicq Bervoets      | Belgique         | Yamaha       | 211              | 1                         | 9                       |
| 4.    | Francisco Garcia Vico | Espagne          | KTM          | 142              |                           | 1                       |
| 5.    | Jonny Lindhe          | Suède            | Kawasaki     | 107              |                           | 3                       |
| 6.    | Peter Johansson       | Suède            | KTM          | 91               |                           | 1                       |
| 7.    | Shayne King           | Nouvelle-Zélande | KTM          | 89               |                           |                         |
| 8.    | Andrew McFarlane      | Australie        | Yamaha       | 81               |                           | 2                       |
| 9.    | Joakim Karlsson       | Suède            | Honda        | 81               |                           |                         |
| 10.   | Avo Leok              | Estonie          | KTM          | 68               |                           |                         |
| 11    | Christian Burnham     | Grande-Bretagne  | Honda        | 63               |                           |                         |
| 12    | Miska Aaltonen        | Finlande         | Yamaha       | 45               |                           |                         |
| 13    | Cédric Melotte        | Belgique         | VOR          | 39               |                           |                         |
| 14    | Bernd Eckenbach       | Allemagne        | KTM          | 39               |                           |                         |
| 15    | Johan Boonen          | Belgique         | KTM          | 37               |                           |                         |
| 16    | Fabrizio Dini         | Italie           | Yamaha       | 36               |                           |                         |
| 17    | Gert-Jan Van Doorn    | Pays-Bas         | VOR          | 30               |                           |                         |
| 18    | Erwin Machtlinger     | Autriche         | Honda        | 29               |                           |                         |
| 19    | Willie Van Wessel     | Pays-Bas         | Husaberg     | 28               |                           |                         |
| 20    | James Noble           | Grande-Bretagne  | Honda        | 28               |                           |                         |
| 21    | Andrea Bartolini      | Italie           | Husqvarna    | 23               |                           | 1                       |
| 22    | Damien King           | Nouvelle-Zélande | KTM          | 23               |                           |                         |
| 23    | Mats Nilsson          | Suède            | Honda        | 20               |                           |                         |
| 24    | Kenth Asplund         | Finlande         | KTM          | 18               |                           |                         |
| 25    | Marcel Van Drunen     | Pays-Bas         | Husaberg     | 16               |                           |                         |
| 26    | Kurt Nicoll           | Grande-Bretagne  | KTM          | 9                |                           |                         |
| 27    | Rupert Walkner        | Autriche         | KTM          | 9                |                           |                         |
| 28    | Jonas Engdahl         | Suède            | KTM          | 8                |                           |                         |
| 29    | Oscar Vromans         | Pays-Bas         | KTM          | 6                |                           |                         |
| 30    | Craig Anderson        | Australie        | KTM          | 6                |                           |                         |